# Eggenkofel
Eggenkofel är en bergstopp i Österrike.   Den ligger i distriktet Lienz och förbundslandet Tyrolen, i den centrala delen av landet, 300 km sydväst om huvudstaden Wien. Toppen på Eggenkofel är 2 590 meter över havet, eller 857 meter över den omgivande terrängen. Bredden vid basen är 14,8 km.
Terrängen runt Eggenkofel är huvudsakligen bergig, men den allra närmaste omgivningen är kuperad. Närmaste större samhälle är Lienz, 12,1 km nordost om Eggenkofel. 
I omgivningarna runt Eggenkofel växer i huvudsak blandskog. Runt Eggenkofel är det glesbefolkat, med 16 invånare per kvadratkilometer.